# チャンドラセーン
チャンドラセーン（Chandrasen, 1541年7月30日 - 1581年1月11日）は、北インドのラージャスターン地方、マールワール王国の君主（在位：1562年 - 1581年）。チャンドラ・セーン（Chandra Sen）とも呼ばれる。

## 生涯
1541年7月30日、マールワール王国の君主マールデーヴの息子として、ジョードプルで誕生した。チャンドラセーンはマールデーヴの寵愛した妃の子供でもあった。
1562年11月7日、父マールデーヴが死亡したことにより、兄たちを差し置いて王位を継承した。だが、兄たちと王位継承争いが発生し、これにムガル朝が介入したため、その結果チャンドラセーンは兄らにジャーギールとして国土の一部を渡さなければならなかった。
だが、チャンドラセーンはこの処分に不満であり、それからしばらくの地に反乱を起こした。そして、ムガル帝国の軍勢が王国に侵入し、1565年に首都ジョードプルのメヘラーンガル城を占拠し、帝国の直轄領とされた。アクバルとしては、
ジョードプルを通過しグジャラートに至るまでの供給路を防衛したい、
その後、チャンドラセーンはゲリラ戦でムガル帝国の軍勢に対抗したが、結局はメーワール王国へと亡命した。だが、メーワール王国はムガル帝国との争いのさなかにあり、そこでも帝国軍によって追われた。
1581年1月11日、チャンドラセーンはバドラジューンで死亡し、マンドールで火葬された。